# 사토 다이슈
사토 다이슈(일본어: 佐藤 大宗, 1993년 10월 20일~)는 일본의 근대5종 선수로 2024년 하계 올림픽 남자 개인전 은메달을 획득했다.

## 경력
아오모리현 아오모리시 출신이다. 학생 시절에는 수영 선수로 활동했다. 2012년 해상자위대에 입대한 뒤 2013년 자위대체육학교에 입단하였다. 같은 해에 근대5종으로 전향했으며 일본 주니어 국가대표로 발탁되었다.
2015년에 일본 국가대표로 발탁되었다. 같은 해 7월 폴란드 존쿠프에서 열린 오픈 선수권 대회를 통해 성인 국제 대회에 데뷔했다. 2019년에 일본 선수권 대회에서 개인전 4위를 기록하여 2020년 하계 올림픽 출전이 불발되었다. 
2022년 6월 튀르키예 앙카라에서 열린 월드컵에서 우치다 미사키와 함께 혼성 릴레이 은메달을 획득했다. 이듬해인 2023년에는 항저우에서 열린 2022년 아시안 게임에 참가하여 단체전 동메달을 획득했다.
2024년 8월 프랑스 파리에서 열린 2024년 하계 올림픽에 참가하여 선수 경력 첫 올림픽에 출전했다. 그는 이집트 아흐마드 알진디의 뒤를 이어 은메달을 획득했다.